# Бештель, Мари-Франсуаза
Мари-Франсуаза Бештель — французский политик, депутат Национального собрания Франции, первый вице-президент партии Республиканское и гражданское движение (РГД).

## Биография
Родилась 19 марта 1946 г. в поселке Коарраз (департамент Атлантические Пиренеи). После окончания Национальной школы администрации (ЭНА) в 1980 году Мари-Франсуаза Бештель стала членом Государственного совета.
В 1984 году она познакомилась с Жаном-Пьером Шевенманом, в то время занимавшим пост министра образования, и перешла на работу в его аппарат, занимаясь вопросами частного образования. В 1993 году она возглавила аппарат министра юстиции Мишеля Возеля. В том же году вступила в основанную Шевенманом партию «Гражданское движение», в 2003 году преобразованную в РГД. В 2000—2002 годах занимала должность директора ЭНА.
Она была организатором президентской кампании Шевенмана на выборах 2012 года вплоть до января 2012 года, когда он снял свою кандидатуру. После того, как в марте 2012 года он поддержал Франсуа Олланда, Бештель вошла в состав предвыборного штаба Олланда.
Мари-Франсуаза Бештель дважды неудачно баллотировалась в депутаты Национального собрания, проиграв выборы во 2-м округе Парижа в 1997 году и во 2-м округе департамента Эндр в 2007 году. В 2012 году она была выдвинута единым кандидатом левых на выборах в Национальное собрание 2012 г. по 4-му избирательному округу департамента Эна и сумела одержать победу, получив 53,62 % голосов.
На праймериз левых в 2017 году она поддерживает Арно Монтебура, но отказывается следовать его призыву голосовать в решающем туре за Бенуа Амона. Вновь выставила свою кандидатуру на выборах в Национальное собрание 2017 году, но получила в 1-м туре только 7,96 % и не смогла сохранить мандат депутата.